# Lithocharis nigriceps
Lithocharis nigriceps är en skalbaggsart som beskrevs av Ernst Gustav Kraatz 1859. Lithocharis nigriceps ingår i släktet Lithocharis, och familjen kortvingar. Arten är reproducerande i Sverige.